# Phyllorhynchus
Phyllorhynchus este un gen de șerpi din familia Colubridae.

Cladograma conform Catalogue of Life:
| Phyllorhynchus | \| \| Phyllorhynchus browni \| \| \| \| \| \| Phyllorhynchus decurtatus \| \| \| \| |
|                | \| \| Phyllorhynchus browni \| \| \| \| \| \| Phyllorhynchus decurtatus \| \| \| \| |
|                | Phyllorhynchus browni                                                               |
|                |                                                                                     |
|                | Phyllorhynchus decurtatus                                                           |
|                |                                                                                     |